# Radivoj Korać
Radivoj Korać (en serbio: Радивој Кораћ), también conocido como Radivoje (5 de noviembre de 1938-2 de junio de 1969), fue un baloncestista serbio de los años 1950 y 1960 considerado como uno de los mejores jugadores de la historia de este deporte en Europa.
Korac, al que hoy se le recuerda en Serbia como «la primera leyenda», fue uno de los máximos artífices en lograr que la selección yugoslava pasara de ser un equipo sin importancia en el panorama internacional a una de las mayores potencias mundiales en baloncesto.
Cuando estaba en la plenitud de su carrera, falleció en un accidente de tráfico unos meses antes de la disputa del Mundobasket de 1970 de Liubliana. Como reconocimiento a sus méritos la FIBA le incluyó, en 2007, en la lista de 9 jugadores que inauguraban su Salón de la Fama y la Euroliga hizo lo mismo con la inclusión del jugador en su lista de 50 Mayores Colaboradores de la Historia de la Euroliga que realizó en 2008 con motivo del 50 aniversario de la celebración de la primera Copa de Europa de clubes.

## Trayectoria

### Inicios
Korać nació en la localidad de Sombor en el territorio de lo que es la actual Serbia, pero que entonces se encontraba dentro del Reino de Yugoslavia. Desde niño destacó en cuantos deportes practicaba, aunque sus pasos se encaminaron hacia el atletismo en la modalidad de salto de altura. Como saltador llegó a tener una marca de 1,99 metros. Sin embargo su futuro cambió cuando una casualidad quiso que mientras se encontraba cumpliendo el servicio militar para su país fuese descubierto por Borislav Stanković, que por aquellos entonces era el entrenador del OKK Belgrado y que a la postre ostentaría el cargo de secretario general de la FIBA desde 1976 hasta el 2002.
Esto hizo que a la edad de 16 años, «Žućko» (Rubio) que así era apodado por el color de su cabello, comenzara a jugar para el OKK destacando desde el principio por su capacidad anotadora, llegando en una ocasión a conseguir todos los puntos que el OKK Belgrado logró durante la disputa de un partido.

### Profesional

#### OKK Belgrado
Al año siguiente, Stankovic consiguió que el gobierno yugoslavo le diera la licencia que eximía a Korac de la obligación de seguir cumpliendo el servicio militar e inmediatamente le hizo debutar en el OKK con tan solo 17 años. En el partido de su debut el jugador consiguió anotar 22 puntos.
En total Korac disputó 10 temporadas consecutivas en las filas del OKK Belgrado siempre con Borislav Stankovic como entrenador. Durante esta etapa el yugoslavo llegó a proclamarse 4 veces campeón de la liga (1958, 1960, 1963 y 1964) y dos veces de la Copa (1960, 1961) de Yugoslavia.
El jugador destacó siempre por su facilidad para atacar con éxito el aro rival, como lo demuestra el hecho de que en siete ocasiones (1957, 1958, 1960, 1962, 1963, 1964 y 1965) finalizó la liga yugoslava con el título de máximo anotador de la competición, un récord que ningún otro jugador logró igualar en la historia del torneo.
La desintegración de la antigua Yugoslavia hace que Korać haya quedado para la historia como el segundo máximo anotador de todos los tiempos de la liga yugoslava con 5281 puntos, solo superado por Dragan Kikanovic, aunque ocupando la primera plaza en media de puntos por partido con 31,2 en las 10 temporadas que disputó de la misma.
El partido de los 99 puntos
En la temporada 1964-65 Korać consiguió un récord que a 2008 sigue vigente al anotar 99 puntos en el partido que enfrentó al OKK y al Alvik B.B.K. sueco correspondiente a la Copa de Europa, con lo que se convirtió en el jugador que mayor número de puntos conseguía anotar en toda la historia de la máxima categoría del baloncesto europeo a nivel de clubes. El resultado final del partido fue de 155-57 y, según cuentan las crónicas, nadie se dio cuenta de que Korac había establecido tal marca hasta una vez concluido el partido, lo que hizo que el jugador viera los últimos minutos del mismo desde el banquillo y que se quedara a tan solo un punto de batir la mítica marca de Wilt Chamberlain que en un partido de la NBA alcanzó la cifra de 100 tantos.

#### Italia
En la temporada 1967-68, tras una larga lucha con la burocracia de su país consiguió el permiso para poder jugar en el extranjero por lo que abandonó su Yugoslavia natal para probar fortuna en el Standard de Lieja de la liga belga. Tras una temporada brillante en la que ayudó a su equipo a proclamarse campeón de la competición local, al año siguiente se marchó a Italia para enrolarse en las filas del Pádova que competía en la máxima categoría del baloncesto transalpino donde siguió demostrando su gran capacidad anotadora finalizando la temporada como máximo realizador de la competición con 581 puntos. Sin embargo este hecho no pudo evitar que el Pádova perdiera la categoría tras vencer en tan solo siete de los 22 partidos que disputó aquel año.

### Selección nacional
Korac disputó 157 partidos con la selección de Yugoslavia en los cuales anotó un total de 3.153 puntos (20,8 por encuentro). Siempre entrenado por Alexander Nikolic, el jugador fue uno de los protagonistas que llevaron a la selección de su país a pasar de ser una selección marginal en el escenario internacional a convertirse en una de las grandes potencias del baloncesto europeo y mundial. En total logró hacerse con seis medallas en grandes eventos internacionales, la primera de las cuales, la conseguida en el Europeo de Belgrado en 1961, supuso también la primera que Yugoslavia logró en toda su historia en este tipo de torneos. Korac además se hizo con el título de máximo anotador de la competición, hito que repetiría en los Europeos de Wroclaw en el 63 y de Moscú en el 65, en los que además fue la pieza clave que llevó a Yugoslavia a conseguir las medallas de plata (con el título de MVP del torneo incluido) y bronce respectivamente.
En los campeonatos del mundo también logró hacerse con dos medallas de plata en correspondientes a las ediciones de Río de Janeiro 63 y Montevideo 67.
El último de los metales que ganó, nuevamente de plata, fue en las Juegos Olímpicos de México 1968, en las que una vez más finalizó como máximo anotador del torneo ayudando con su actuación a la consecución de la primera medalla olímpica de la historia del baloncesto yugoslavo.
Antes de la disputa del Mundobasket de 1970 de Ljubiana Korać había anunciado que una vez concluido el mismo no volvería a vestir los colores de su selección. Lamentablemente el jugador falleció antes de la disputa del torneo en un accidente de tráfico por lo que no pudo participar en la cita en la que Yugoslavia se proclamó campeona del mundo por primera vez en su historia.

## Vida personal

### Fallecimiento
Radivoj Korać murió trágicamente el 2 de junio de 1969, a la edad de 30 años, en un accidente de tráfico ocurrido cerca de la ciudad de Sarajevo cuando volvía de participar en un partido amistoso con la selección yugoslava en la capital de la actual Bosnia. Su vehículo colisionó contra un autocar y fue ingresado gravemente herido en el hospital en el que perecería 20 horas más tarde. Su muerte conmocionó a toda Yugoslavia hasta tal punto que fue el primer deportista en ser enterrado en el área de personalidades del cementerio Novo groblje de Belgrado.
Tal fue la repercusión que incluso en Estados Unidos donde por aquellos entonces el baloncesto europeo no concitaba apenas interés se hizo eco de la noticia, con el New York Post dedicándole unas líneas en las que se le denominaba como el Jerry West comunista.

### Copa Korać

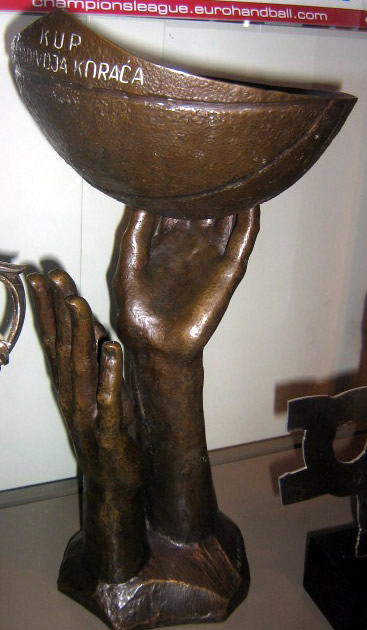
Trofeo de Copa Korac en las vitrinas del museo del FC Barcelona.

Dos años después de su fallecimiento con el estadounidense William Jones como secretario general de la FIBA, con la mediación del que había sido el descubridor y mentor del jugador, Borislav Stankovic, se creó un nuevo torneo de baloncesto continental entre clubes que pretendía ser el equivalente en el deporte de la canasta de la Copa de la UEFA que ya llevaba 16 años funcionando. Dicho torneo recibió el nombre de Korać como homenaje póstumo al mítico pívot yugoslavo. Con el paso del tiempo, la Copa Korac llegó a convertirse en uno de los torneos más prestigiosos de Europa, hasta que en la temporada 2001-2002 en medio de la crisis desatada entre la FIBA y la ULEB dejó de celebrarse.
Tras la confirmación de que efectivamente no iba a haber nuevas ediciones de la Copa Korac, la Federación de baloncesto de Yugoslavia rebautizó su torneo nacional de Copa como Kup Radivoja Koraća que adoptó dicho nombre desde la edición de 2004.

### Reconocimientos póstumos por parte del baloncesto europeo
En marzo de 2007 en el marco de las celebraciones del 75 aniversario de la creación de la Federación Internacional de Baloncesto se inauguró en la localidad madrileña de Alcobendas el Salón de la Fama de la FIBA. Korać tuvo el honor de convertirse en uno de los 9 primeros jugadores incluidos en el mismo junto a baloncestistas de la talla de Dražen Petrović o Fernando Martín. entre otros por su «contribución de una manera preponderante al desarrollo y la difusión de este deporte a escala mundial».
Poco después, en mayo de 2008 fue a su vez designado como uno de los 50 Mayores Colaboradores de la Historia de la Euroliga en el acto que la propia Euroliga celebró en Madrid con motivo de la conmemoración del 50 aniversario de la primera Copa de Europa de Baloncesto.
El 2 de junio de 2009, con motivo del 40 aniversario de su muerte, se reunieron en Belgrado representantes de todos los estamentos del baloncesto de los países que conformaron en su día la antigua Yugoslavia así como representantes del baloncesto actual en Serbia. Entre los muchos actos organizados destacaron la recepción llevada a cabo en las dependencias de Federación Serbia de Baloncesto en las que Vlade Divac y Zarko Paspalj, presidente y vicepresidente del Comité Olímpico de Serbia realizaron sendos discursos en honor al homenajeado así como una emotiva ceremonia a los pies de la tumba del jugador.
Tras la desaparición del serbio, existen o han existido al menos cuatro clubes de élite que decidieron bautizarse con el nombre de Korać como homenaje al jugador: dos en Serbia (Belgrado y Rumeka), uno en Bosnia (Banja Luka) y uno en Suiza (Zúrich).

## Perfil de jugador
La posición natural de Korác era la de ala-pívot, aunque su gran velocidad le permitía hacer las veces de alero si así lo requería la situación. Su mano buena era la zurda y tenía gran habilidad para penetrar a canasta, aspecto que aprovechaba para conseguir anotar con facilidad ante rivales que le superaban en estatura. Siempre que podía finalizaba sus acciones con un mate, recurso que en la época era utilizado por muy pocos jugadores. De hecho Korac fue el artífice de que la FIBA adoptara este tipo de canastas como parte del juego aceptando no anularlas como ocurría hasta que él las popularizó. Era conocido por su efectividad al lanzar los tiros libres a «cuchara» en los que se mantuvo en torno al 90% hasta los Juegos Olímpicos de México 1968.

## Logros y reconocimientos

### Selección de Yugoslavia
- en el Eurobasket de Belgrado 61
- en el Campeonato del mundo de Brasil 63
- en el Eurobasket de Polonia 63
- en el Eurobasket de Moscú 65
- en el Campeonato del mundo de Uruguay 67
- en los Juegos Olímpicos de México 68

### Club
- 4 veces campeón de la Liga de baloncesto de Yugoslavia (1958, 1960, 1963 y 1964) con el OKK Belgrado.
- 2 veces campeón de la Copa de Yugoslavia (1960 y 1961) con el OKK Belgrado.
- Campeón de la Liga de baloncesto de Bélgica de la temporada 1967-68 con el Standard Lieja.

### Consideraciones individuales
- Máximo anotador de los Juegos Olímpicos de México 1968.
- 3 veces máximo anotador del Eurobasket, en las ediciones de Belgrado 61, Wroclaw 63 y Moscú 65.
- Elegido MVP del Eurobasket de Wroclaw 63.
- 7 veces máximo anotador de la Liga de baloncesto de Yugoslavia (1957, 1958, 1960, 1962, 1963, 1964 y 1965).
- Máximo anotador de la Liga de baloncesto de Italia en la temporada 1968-69.
- Miembro del Basketball Hall of Fame (2022).